# فلورا و پسرش
فلورا و پسرش (به انگلیسی: Flora and Son) یک فیلم کمدی-درام موزیکال آمریکایی-ایرلندی محصول ۲۰۲۳ به نویسندگی و کارگردانی جان کارنی با بازی جوزف گوردون لویت، ایو هیوسن، جک رینور و اورن کینلان است. این فیلم برای اولین بار در جشنواره فیلم ساندنس در ۲۲ ژانویه ۲۰۲۳ به نمایش درآمد. دو روز پس از نمایش اولیه، اپل تی‌وی پلاس حقوق توزیع را به قیمت کمتر از ۲۰ میلیون دلار خریداری کرد.

## داستان
یک مادر مجرد (هیوسون) در دوبلین با پسر نوجوان دزد خرده پاش مکس مشکل دارد و توسط گاردا تشویق می‌شود تا مکس را سرگرمی پیدا کند. او یک گیتار قدیمی را پیدا می‌کند و با کمک یک معلم گیتار آنلاین مستقر در لس آنجلس (گوردون-لویت) متوجه می‌شود که زباله‌های یک نفر می‌تواند باعث نجات شخص دیگری باشد.

## تولید

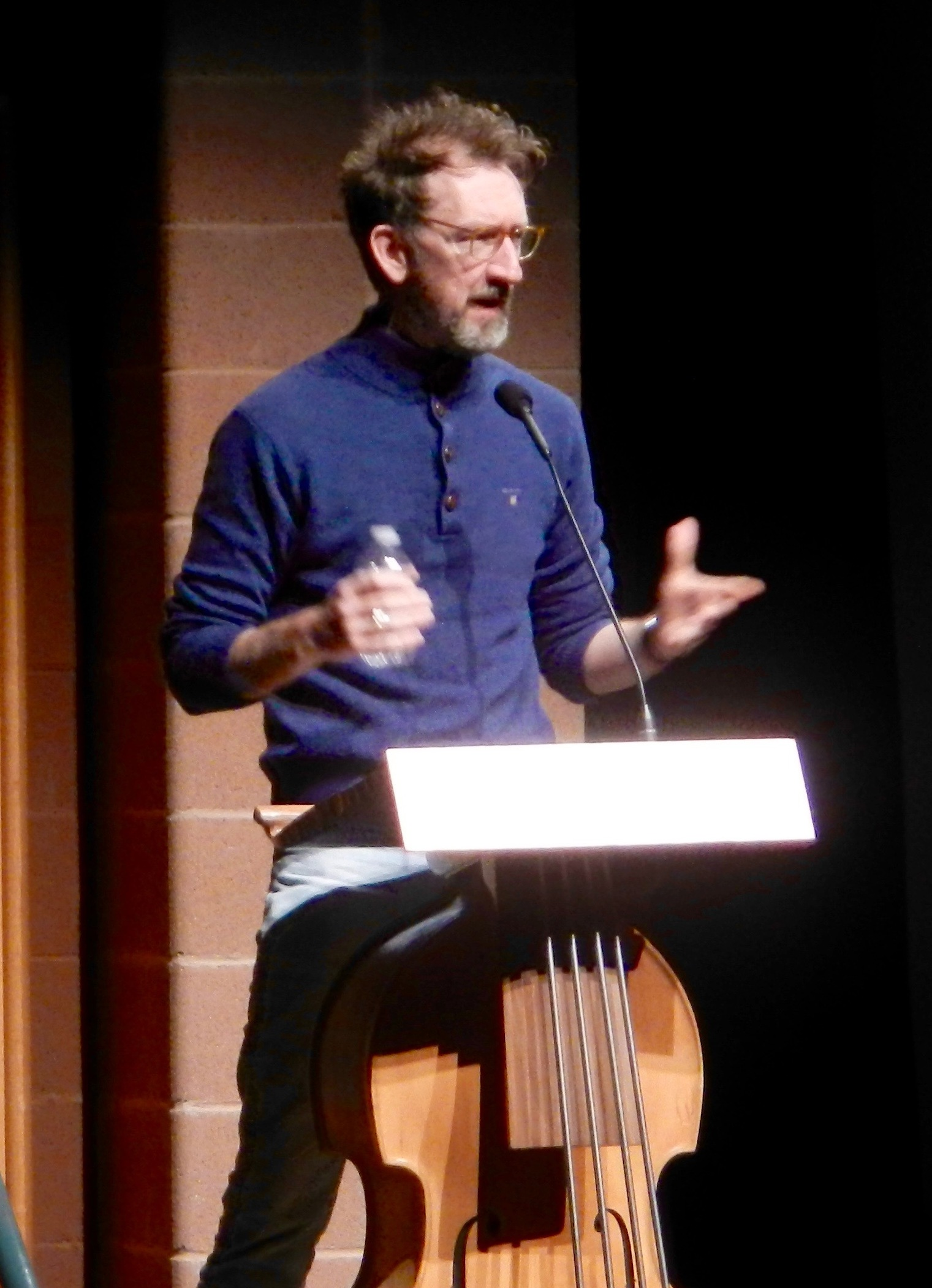
Sundance 2016, Park City UT

فیلمبرداری اصلی در محل در دوبلین انجام شد. هیوسون و گوردون لویت هنگام فیلمبرداری در پارک گریفیث در تابستان ۲۰۲۲ با گیتار عکس گرفتند.